# Caserma di Taksim
La caserma di Taksim (in turco Halil Paşa Topçu Kışlası) era un edificio militare ubicato nel luogo occupato dall'attuale parco di Gezi, nei pressi della piazza Taksim di Istanbul, in Turchia. Fu costruita nel 1806 durante il regno (1789–1807) del sultano ottomano Selim III.
La caserma subì gravi danneggiamenti negli eventi del 31 marzo del 1909 e divenne bisognosa di notevoli restauri. Il suo cortile interno fu  pertanto trasformato nello stadio di Taksim nel 1921 e divenne il primo stadio per il calcio in Turchia, utilizzato dalle più importanti squadre della città, fra le quali Beşiktaş J.K., Galatasaray e Fenerbahçe S.K. Fu chiuso nel 1939 e demolito nel 1940, durante i lavori di riassetto di piazza Taksim. La caserma ha ispirato il pezzo strumentale rebetiko "Taksim Zeibekiko" di Markos Vamvakaris.

## Ricostruzione
Il 16 settembre 2011, l'assemblea della municipalità di Beyoğlu stabilì la ricostruzione della struttura; anche se la zona ricade nella competenza delle ordinanze di protezione degli spazi verdi, gli interessi allo sviluppo del progetto riuscirono a superare quelle protezioni sfruttando le leggi che proteggono le strutture storiche. Al posto della caserma fu decisa la costruzione di un centro commerciale. Al momento della decisione, sul sito non esisteva alcuna parte superstite della vecchia caserma.
L'annuncio della ricostruzione è stato accolto dalle proteste di cittadini di Istanbul, poi sfociate nelle proteste del parco di Taksim del 2013, che si sono estese, in seguito, a tutta la Turchia.